# Semana

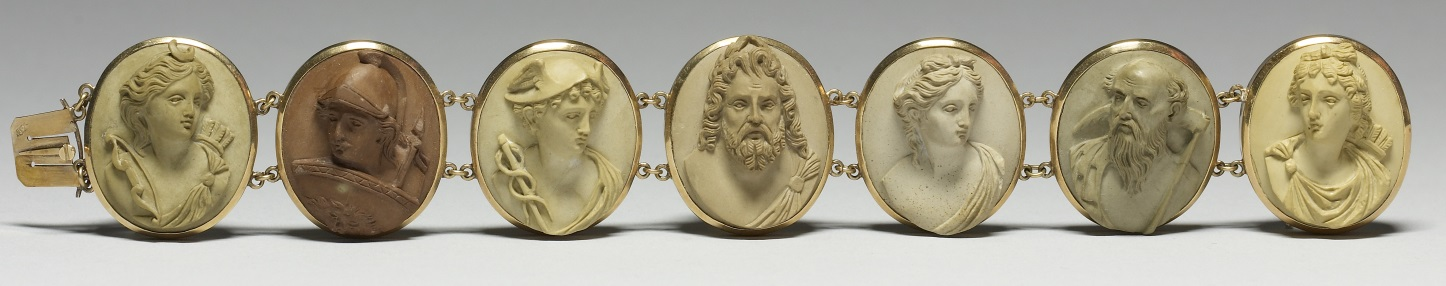
Pulsera italiana del que representa los días de la semana con los dioses romanos asociados Diana-Luna (lunes), Marte (martes), Mercurio (miércoles), Júpiter (jueves), Venus (viernes), Saturno (sábado) y Apolo-Sol (domingo).

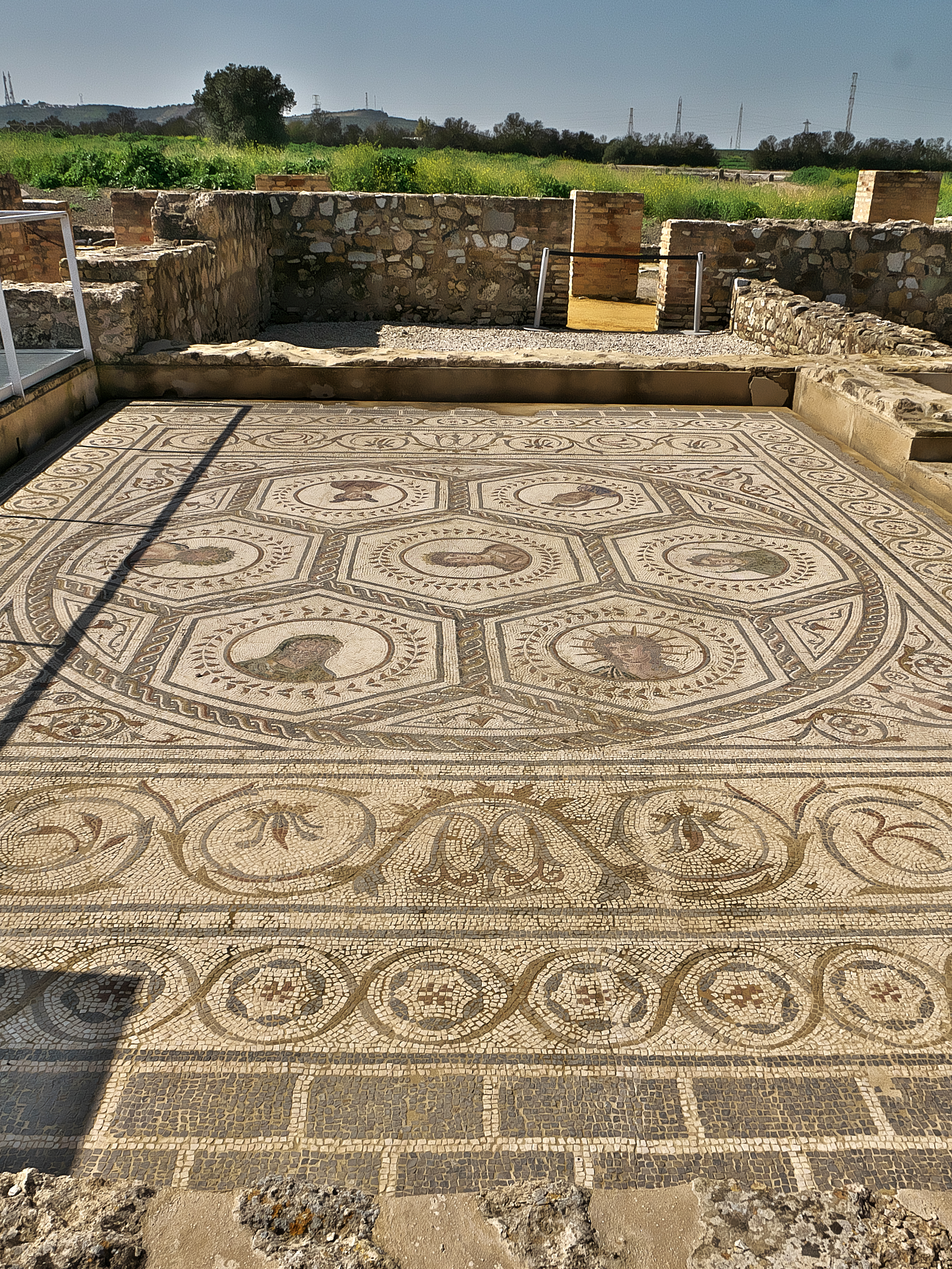
Mosaico romano de la Domus del Planetario, Itálica

Se conoce como semana (del latín tardío septimāna, y este del latín septem, ‘siete’) o raramente como hebdómada (del latín hebdomăda, y este del griego ἑβδομάς, -άδος hebdomás, -ádos) al ciclo compuesto por siete jornadas seguidas; es decir al período de 7 días naturales con carácter de consecutivos, que de acuerdo a la norma ISO 8601 adoptada por la mayoría de los países del mundo, comienza el lunes y finaliza el domingo.
Igual que la división del día en 24 horas, el ciclo de siete días proviene de la astronomía babilónica. A cada día de la semana se le asignaba un planeta clásico, en un ciclo que empezaba por el más lejano: Saturno, Júpiter, Marte, Sol, Venus, Mercurio y Luna. En español los nombres derivan de este ciclo, excepto el sexto y séptimo que lo hacen de la tradición cristiana, lo que resulta en los actuales nombres de los días de la semana: lunes, martes, miércoles, jueves, viernes, sábado y domingo.
No obstante, en muchas regiones estas referencias están total o parcialmente ausentes y los días de la semana están numerados. Hay países que consideran el domingo el primer día de la semana, de acuerdo con la semana litúrgica cristiana, o que la hacen comenzar en sábado, en algunos países Musulmanes. 
La semana es el período de tiempo estándar utilizado para los ciclos de días de trabajo y de descanso en la mayor parte del mundo.

## Historia

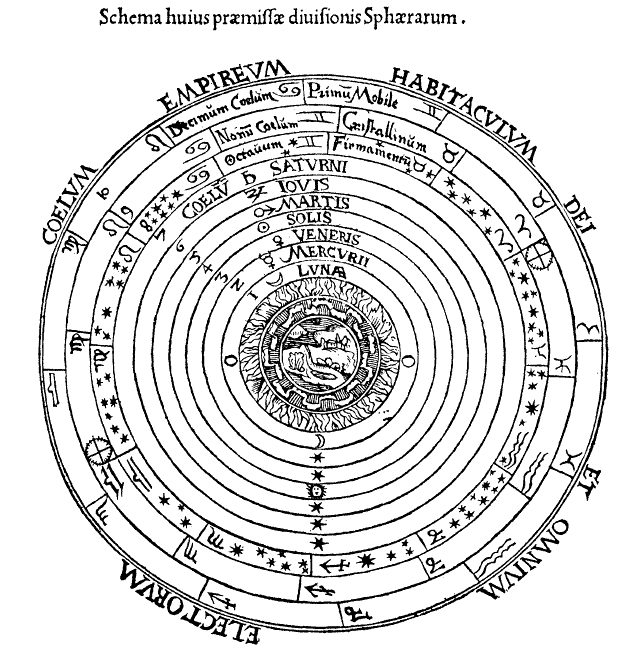
Los llamados 7 planetas clásicos, situados en esferas por fuera de la tierra y dentro de la esfera del firmamento

### Origen
Se supone que en las primeras épocas de la humanidad, cuando los seres humanos descubrieron el ciclo solar, se dieron cuenta de que se podía medir el tiempo transcurrido y la edad de una persona por la cantidad de pasos del invierno a la primavera que había vivido. Cuando se conoció más el ciclo anual, se pudo dividir en 4 estaciones trimestrales (más o menos convencionales, ya que las estaciones nunca duraban la misma cantidad de tiempo ni eran exactamente iguales).
En algún momento (antes o después del descubrimiento anterior) se descubrió el ciclo de las fases lunares. La Luna pasa por cuatro momentos fáciles de discriminar:
- luna llena (completamente iluminada).
- luna menguante (iluminada en una mitad).
- luna nueva (completamente oscurecida).
- luna creciente (iluminada en su otra mitad).

Entre dos fases lunares hay aproximadamente una semana de siete días.
Contando desde la luna nueva, los babilonios celebraban un ciclo de siete días dedicados a los siete "planetas" o deidades. En cada uno de ellos, se prestó atención (y se hicieron ofrendas, para ilustrar también a los menos capaces de pensar en abstracto) a un aspecto diferente de la realidad, lo que la ilusión llamó dioses: Marduk e Ishtar el día 7, Ninlil y Nergal el día 14,  Sin y Shamash el día 21, y Enki y Mah el día 28. Las tablillas de los reinados del siglo VI a. C. de Ciro el Grande y Cambises II indican que estas fechas eran a veces aproximadas. El inicio de la lunación era a veces aproximado; el final del ciclo, contenía entre uno y tres días días de descanso, y en ocasiones hasta una última semana de ocho o nueve días inclusive, rompiendo el ciclo continuo de siete días. [cita requerida]
En la religión cristiana, como en el judaísmo, se sostiene la idea de que el ciclo semanal de siete días se debe a que Dios tardó siete días en terminar la creación del mundo. En el ciclo semanal descrito por las escrituras hebreas se considera el domingo como el primer día del ciclo semanal y el shabbat (en hebreo) o sábado como el séptimo y último día de la semana tal como se describe en el libro de Génesis "fueron pues acabados los cielos y la tierra y todo el ejército de ellos, y acabó Dios el día séptimo la obra que hizo" (Génesis 1:1 - 2:1-3).

### Planetas clásicos

Esculturas de Diana, Mercurio, Venus, Apolo, Marte, Júpiter y Saturno en el Palacio Fronteira

Los nombres latinos de los dioses relacionados con los astros móviles del firmamento son la traducción de los nombres griegos, los cuales a su vez son adaptaciones de los nombres babilónicos, los cuales se remontan a los sumerios.
| Español  | Sumerio   | Babilonio | Griego    | Latín     | Egipcio           | Sánscrito |
| -------- | --------- | --------- | --------- | --------- | ----------------- | --------- |
| Luna     | Nanna     | Sin       | Selenê    | Luna      | Aah or Iah        | Chandra   |
| Mercurio | Enki      | Nabû      | Hermes    | Mercurius | Sabgu             | Budha     |
| Venus    | Inanna    | Ishtar    | Aphroditê | Venus     | Ba’ah / Seba-djai | Sukra     |
| Sol      | Utu       | Shamash   | Helios    | Sol       | Aten              | Surya     |
| Marte    | Gugulanna | Nergal    | Ares      | Mars      | Heru-deshet       | Mangala   |
| Júpiter  | Enlil     | Marduk    | Zeus      | Iuppiter  | Her-wepes-tawy    | Brhaspati |
| Saturno  | Ninurta   | Ninurta   | Kronos    | Saturnus  |                   | Sani      |

No obstante, las sucesivas interpretaciones deformaron ligeramente las relaciones originales. Nergal, por ejemplo, era el dios de la guerra pero también de la pestilencia y especialmente del infierno, lo que solapan atributos de los griegos Ares y Hades. Además mientras que Cronos es el padre de Zeus, Ninurta es el hijo de Enlil. Los babilonios sustituyeron a los dioses nacionales sumerios Enlil y Enki con el dios patrón de Babilonia, Marduk, y su hijo, Nabu, a pesar de que Marduk se consideraba hijo de Enki (Ea en Babilonia). Ninurta, un dios oscuro heredado por los babilonios, pudo haber sido identificado con Saturno, el planeta de movimiento más lento, porque, al menos en una historia, aparece como una tortuga.

### Horas planetarias
La hipótesis más conocida acerca del origen del orden de los planetas es la siguiente: si se disponen los planetas de acuerdo al conocimiento erróneo ―desde una astronomía geocéntrica― que los antiguos tenían de sus respectivas distancias a la Tierra ―en realidad de cuánto tiempo tardaban en dar un ciclo completo con relación al fondo de estrellas―, el orden (de lejano a cercano, o de más lento a más rápido) sería:
- Saturno (),
- Júpiter (),
- Marte (),
- Sol (),
- Venus (),
- Mercurio (),
- Luna ().

| Hora: | 1        | 2        | 3        | 4        | 5        | 6        | 7        | 8        | 9        | 10       | 11       | 12       | 13       | 14       | 15       | 16       | 17       | 18       | 19       | 20       | 21       | 22       | 23       | 24       | Astro → Día          |
| ----- | -------- | -------- | -------- | -------- | -------- | -------- | -------- | -------- | -------- | -------- | -------- | -------- | -------- | -------- | -------- | -------- | -------- | -------- | -------- | -------- | -------- | -------- | -------- | -------- | -------------------- |
| Día 1 | Saturno  | Júpiter  | Marte    | Sol      | Venus    | Mercurio | Luna     | Saturno  | Júpiter  | Marte    | Sol      | Venus    | Mercurio | Luna     | Saturno  | Júpiter  | Marte    | Sol      | Venus    | Mercurio | Luna     | Saturno  | Júpiter  | Marte    | Saturno → Sábado     |
| Día 2 | Sol      | Venus    | Mercurio | Luna     | Saturno  | Júpiter  | Marte    | Sol      | Venus    | Mercurio | Luna     | Saturno  | Júpiter  | Marte    | Sol      | Venus    | Mercurio | Luna     | Saturno  | Júpiter  | Marte    | Sol      | Venus    | Mercurio | Sol → Domingo        |
| Día 3 | Luna     | Saturno  | Júpiter  | Marte    | Sol      | Venus    | Mercurio | Luna     | Saturno  | Júpiter  | Marte    | Sol      | Venus    | Mercurio | Luna     | Saturno  | Júpiter  | Marte    | Sol      | Venus    | Mercurio | Luna     | Saturno  | Júpiter  | Luna → Lunes         |
| Día 4 | Marte    | Sol      | Venus    | Mercurio | Luna     | Saturno  | Júpiter  | Marte    | Sol      | Venus    | Mercurio | Luna     | Saturno  | Júpiter  | Marte    | Sol      | Venus    | Mercurio | Luna     | Saturno  | Júpiter  | Marte    | Sol      | Venus    | Marte → Martes       |
| Día 5 | Mercurio | Luna     | Saturno  | Júpiter  | Marte    | Sol      | Venus    | Mercurio | Luna     | Saturno  | Júpiter  | Marte    | Sol      | Venus    | Mercurio | Luna     | Saturno  | Júpiter  | Marte    | Sol      | Venus    | Mercurio | Luna     | Saturno  | Mercurio → Miércoles |
| Día 6 | Júpiter  | Marte    | Sol      | Venus    | Mercurio | Luna     | Saturno  | Júpiter  | Marte    | Sol      | Venus    | Mercurio | Luna     | Saturno  | Júpiter  | Marte    | Sol      | Venus    | Mercurio | Luna     | Saturno  | Júpiter  | Marte    | Sol      | Júpiter → Jueves     |
| Día 7 | Venus    | Mercurio | Luna     | Saturno  | Júpiter  | Marte    | Sol      | Venus    | Mercurio | Luna     | Saturno  | Júpiter  | Marte    | Sol      | Venus    | Mercurio | Luna     | Saturno  | Júpiter  | Marte    | Sol      | Venus    | Mercurio | Luna     | Venus → Viernes      |

Algunos pueblos mediterráneos pensaban que cada hora del día era regida por el Sol, la Luna o uno de los cinco planetas conocidos en aquel entonces. Los cuales eran dioses que giraban eternamente alrededor de la Tierra. La secuencia en que ellos se gobernaban correspondía al orden inverso de sus distancias a la Tierra.
Según Vetio Valente, quien vivió en el siglo II d. C. y es la autoridad más conocida sobre astrología en el mundo antiguo, la primera hora del día comenzaba al atardecer, lo cual era tradicional entre griegos y babilonios. Dice también que las mitades diurnas y nocturnas del día eran presididas por los astros que corresponden a la primera hora de cada mitad. Esto se confirma por un grafiti pompeyano que nombra el 6 de febrero del 60 un domingo, cuando actualmente se diría que fue miércoles. Al parecer, la cuenta de los días de la semana tras la primera hora diurna constituía una semana alterna a la ordinaria, como se desprende de las cartas pascuales del obispo Atanasio, y en una tabla de fechas pascuales para los años 311-369 que sobrevive en una copia etíope.

### Continuidad del ciclo de siete días
En Europa existe una tradición de reforma desde la época precristiana, prueba de ello son los calendarios solares y lunisolares como el calendario helénico, el calendario romano, el calendario juliano y hasta el actual calendario gregoriano.

## Nombres de los días
El origen de estos nombres está en la observación del cielo por los antiguos. Durante el año, la inmensa mayoría de los astros visibles no cambiaban de posición unos con respecto a otros. Sin embargo, aquellos seres humanos observaron a simple vista siete cuerpos celestes que sí variaban de posición: el Sol, la Luna, y los cinco planetas que pueden verse a simple vista: Marte, Mercurio, Júpiter, Venus y Saturno.
Mientras que los idiomas mediterráneos orientales reflejan la numeración de los días de la semana, los idiomas de Europa Occidental (excepto el portugués) reflejan los nombres de los astros móviles del firmamento: Luna, Marte, Mercurio, Júpiter, Venus, Saturno, Sol. Estos siete cuerpos celestes dieron sus nombres a los días de la semana: lunes, martes, miércoles, jueves, viernes. En español, sábado procede de la palabra hebrea shabbat (día de descanso), y domingo de la palabra latina domínica (día del Señor). No obstante, en algunos idiomas (como el inglés, por ejemplo), se mantienen los nombres originales de estos dos días: saturday (día de Saturno) y sunday (día del Sol); y en otros idiomas se sustituyen los dioses grecorromanos con los dioses germánicos más o menos correspondientes. Así, el dios germánico de la guerra Tiw (tuesday) sustituye al marcial grecorromano Marte, el principal dios germánico Woden (wednesday) al dios secundario Mercurio, el importante dios guerrero Thor (thursday) al importantísimo Júpiter, la diosa de la fertilidad Freya o Frigg (friday) a la diosa del amor Venus.
En hebreo simplemente se numeran (primer día, segundo día, tercer día, etc.) contando desde el domingo, excepto el séptimo y último, que se llama shabbat.
En árabe también se numeran excepto el sexto al-Jum'ah y el séptimo asSabt.
En griego moderno también se numeran excepto el primero kyriakí (día del Señor), el sexto paraskeví (día de la preparación) y el séptimo sávato,
En portugués los días de lunes a viernes se llaman segunda-feira, terça-feira, quarta-feira, quinta-feira, y sexta-feira, y los dos restantes se llaman como en español, sábado y domingo.
| español             | lunes                          | martes                     | miércoles                   | jueves                   | viernes                             | sábado                       | domingo                     |
| ------------------- | ------------------------------ | -------------------------- | --------------------------- | ------------------------ | ----------------------------------- | ---------------------------- | --------------------------- |
| albanés             | e hënë                         | e martë                    | e mërkurë                   | e enjte                  | e premte                            | e shtunë                     | e dielë                     |
| alemán              | Montag                         | Dienstag                   | Mittwoch                    | Donnerstag               | Freitag                             | Samstag                      | Sonntag                     |
| asturiano, leonés   | llunes                         | martes                     | miércoles                   | xueves                   | vienres                             | sábadu                       | domingu                     |
| catalán, valenciano | dilluns                        | dimarts                    | dimecres                    | dijous                   | divendres                           | dissabte                     | diumenge                    |
| chino moderno       | 星期一 (xingqiyi)              | 星期二 (xingqier)          | 星期三 (xingqisan)          | 星期四 (xingqisi)        | 星期五 (xingqiwu)                   | 星期六 (xingqiliu)           | 星期天 (xingqitian)         |
| chino tradicional   | 月曜日 (yuèyàorì)              | 火曜日 (huǒyàorì)          | 水曜日 (shuǐyàorì)          | 木曜日 (mùyàorì)         | 金曜日 (jīnyàorì)                   | 土曜日 (tǔyàorì)             | 日曜日 (rìyàorì)            |
| estonio             | esmaspäev                      | teisipäev                  | kolmapäev                   | neljapäev                | reede                               | laupäev                      | pühapäev                    |
| esperanto           | lundo                          | mardo                      | merkredo                    | ĵaŭdo                    | vendredo                            | sabato                       | dimanĉo                     |
| euskera             | astelehen                      | Astearte                   | asteazken                   | ostegun                  | Ostiral                             | Larunbat                     | igande                      |
| francés             | lundi                          | mardi                      | mercredi                    | jeudi                    | vendredi                            | samedi                       | dimanche                    |
| gallego             | luns / segunda feira           | martes / terceira feira    | mércores / cuarta feira     | xoves / quinta feira     | venres / sexta feira                | sábado                       | domingo                     |
| griego              | Δευτέρα                        | Τρίτη                      | Τετάρτη                     | Πέμπτη                   | Παρασκευή                           | Σάββατο                      | Κυριακή                     |
| griego clásico      | ἡμέρα Σελήνης (hêméra Selếnês) | ἡμέρα Ἄρεως (hêméra Áreôs) | ἡμέρα Ἕρμου (hêméra Hérmou) | ἡμέρα Διός (hêméra Diós) | ἡμέρα Ἀφροδίτης (hêméra Aphrodítês) | ἡμέρα Κρόνου (hêméra Krónou) | ἡμέρα Ἡλίου (hêméra Hêlíou) |
| griego eclesiástico | δευτέρα σαββάτον               | τρίτη σαββάτον             | τετάρτη σαββάτον            | πέμπτη σαββάτον          | πσρασκευή, προσάββατα               | σάββατον                     | Κυριακή                     |
| hebreo              | שני                            | שלישי                      | רביעי                       | חמישי                    | שישי                                | שבת                          | ראשון                       |
| húngaro             | hétfő                          | kedd                       | szerda                      | csütörtök                | péntek                              | szombat                      | vasárnap                    |
| inglés              | Monday                         | Tuesday                    | Wednesday                   | Thursday                 | Friday                              | Saturday                     | Sunday                      |
| islandés            | mánudagur                      | þriðjudagur                | miðvikudagur                | fimmtudagur              | föstudagur                          | laugardagur                  | sunnudagur                  |
| italiano            | lunedì                         | martedì                    | mercoledì                   | giovedì                  | venerdì                             | sabato                       | domenica                    |
| japonés             | 月曜日 (getsuyōbi)             | 火曜日 (kayōbi)            | 水曜日 (suiyōbi)            | 木曜日 (mokuyōbi)        | 金曜日 (kin'yōbi)                   | 土曜日 (doyōbi)              | 日曜日 (nichiyōbi)          |
| latín clásico       | dies Lūnae                     | dies Martis                | dies Mercuriī               | dies Iovis               | dies Veneris                        | dies Saturnī                 | dies Sōlis                  |
| latín eclesiástico  | feria secunda                  | feria tertia               | feria quarta                | feria quinta             | feria sexta                         | sabbatum                     | Dominica                    |
| mapudungun          | epu ante                       | kila ante                  | meli ante                   | kechu ante               | cayu ante                           | regle ante                   | kiñe ante                   |
| neerlandés          | maandag                        | dinsdag                    | woensdag                    | donderdag                | vrijdag                             | zaterdag                     | zondag                      |
| occitano            | diluns                         | dimars                     | dimècres                    | dijòus                   | divendres                           | dissabte                     | dimenge                     |
| polaco              | poniedziałek                   | wtorek                     | środa                       | czwartek                 | piątek                              | sobota                       | niedziela                   |
| portugués           | segunda-feira                  | terça-feira                | quarta-feira                | quinta-feira             | sexta-feira                         | sábado                       | domingo                     |
| rumano              | luni                           | marţi                      | miercuri                    | joi                      | vineri                              | sâmbătă                      | duminică                    |
| sánscrito           | इन्दुवासरम् (Indu Vāsaram)         | भौमवासरम् (Bhauma Vāsaram)    | सौम्यवासरम् (Saumya Vāsaram)    | गुरूवासरम (Guru Vāsaram)    | भृगुवासरम् (Bhrgu Vāsaram)              | स्थिरवासरम् (Sthira Vāsaram)     | भानुवासरम् (Bhaanu Vāsaram)     |
| turco               | pazartesi                      | salı                       | çarşamba                    | perşembe                 | cuma                                | cumartesi                    | pazar                       |

## Numeración de los días

### Comienzo de la semana

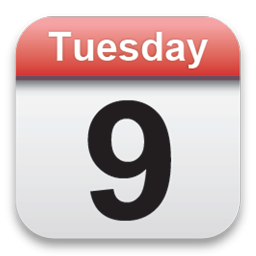
Icono que marca día de la semana y del mes.

En 1988 se firmó la norma ISO 8601, que es la convención internacional que indica el orden de los días de la semana. Esta norma establece que la semana comienza el lunes y finaliza el domingo, siendo la norma que se sigue en la inmensa mayoría de los países del mundo.
Sin embargo, en los calendarios litúrgicos y en algunos países, la semana comienza el domingo.
En 2012, en Reino Unido, la mayoría de las agendas y calendarios utilizan el lunes como comienzo de la semana; sin embargo algunos utilizan el domingo.
En Brasil y Portugal, aunque la semana comienza el lunes desde los años 1990, los nombres de los días sugieren que tradicionalmente la semana comenzaba el domingo: el lunes se llama segunda-feira (‘segunda feria’), el martes terça-feira (‘tercera feria’), etc. De todas maneras se identifica al sábado y al domingo como fin de semana.
En el judaísmo, el comienzo y fin de la semana se basa en el escrito "...porque en seis días hizo Dios a los cielos y a la tierra, y en el día séptimo descansó" (Éxodo 31-16), dicho escrito va pegado a la creencia que los días comienzan con el atardecer y terminan con la caída del sol del día siguiente; “... y fue el anochecer y fue el amanecer de un día" (Génesis 1-5). Por eso, en Israel la semana comienza el sábado luego de la caída del sol (aunque la mayoría de las personas comienzan a trabajar el domingo, muchos negocios vuelven a iniciar labores desde el sábado por la noche).

### Fin de semana
Las culturas con una fuerte herencia europea ―y algunas otras― toman el viernes, sábado y el domingo como el fin de semana.
Varios países musulmanes toman como fin de semana el sábado y el domingo (todos incluyen el viernes).
En 1976, cuando Argelia se independizó del Imperio francés, para diferenciarse de sus conquistadores cambió el fin de semana de sábado-domingo a jueves-viernes (que respeta el día sagrado musulmán del viernes).
A mediados de agosto de 2009, Argelia ―para aumentar el comercio con otros países― volvió a cambiar el fin de semana de jueves-viernes a viernes-sábado.

## Períodos alternativos

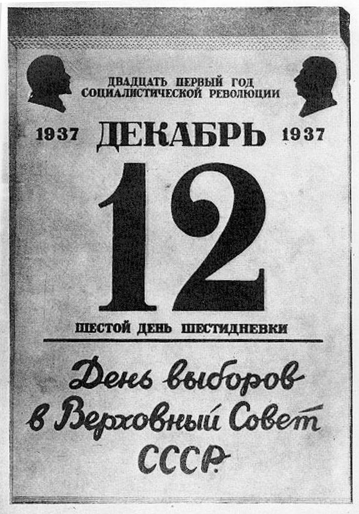
Página del 12 de diciembre de 1937, sexto día de la semana de seis días, del calendario revolucionario soviético: "Día de elecciones al Soviet Supremo de la Unión Soviética".

En algunos calendarios revolucionarios la duración de la semana cambia, y cambia también el nombre de la misma, ya que etimológicamente el término «semana» proviene de «siete» (septem en latín).

### Década francesa
La revolución francesa instauró una semana de diez días, abolida por Napoleón.
En el calendario republicano francés, el año se divide en 36 decades (períodos de 10 días) y 5 o 6 días suplementarios. Incluso hoy en día, decade significa período de 10 días, mientras que para referirse a una década o período de 10 años hay que emplear decennie (decenio).

### Soviética
La revolución rusa cambió a una semana de seis días, cinco laborables y uno de descanso, que perduró hasta 1940.
En el calendario revolucionario soviético, se sustituyó la semana de siete días por una de cinco con el fin de suprimir las connotaciones religiosas del sábado y del domingo. Sin embargo esta iniciativa ―que se introdujo gradualmente en 1929― solo duró dos años (hasta el 1 de septiembre de 1931). En los nueve años restantes en que se utilizó este calendario revolucionario se usó una semana de seis días con un día fijo de descanso, que caía el 6, 12, 18, 24 y 30 de cada mes. El último día de los meses con 31 días se consideraba un día laborable extra fuera del ciclo normal de seis días. El 26 de junio de 1940 se restauró la semana de siete días.